# اوت-سون
اوت-سُون (تلفظ فرانسوی: [ot.so:n]) از شهرستان‌های کشور فرانسه است. شهرستان اوت-سئون در مرکز شرقی این کشور قرار دارد. این شهرستان زیرمجموعه ناحیه فرانش-کنته می‌باشد. مساحت این شهرستان ۵٬۳۶۰ کیلومتر مربع و جمعیت آن ۲۲۹٬۷۲۲ نفر است. این شهرستان در خلال انقلاب فرانسه بر پا گردید.